# Zatchatchié
Zatchatchié (en russe : Зача́чье) est un hameau russe situé dans le raïon de Kholmogory dans le centre de l'oblast d'Arkhangelsk. Il fait partie du Nord russe, et sa population s'élevait à 118 habitants en 2012.

## Géographie
Zatchatchié est située dans l'ouest de l'oblast d'Arkhangelsk, un sujet de Russie européenne qui fait partie du district fédéral du Nord-Ouest. La localité se trouve dans le sud du raïon de Kholmogory, une des raïons de l'oblast. Le hameau se trouve à environ 89 kilomètres au sud-ouest du centre administratif du raïon, le village de Kholmogory.
De 2015 jusqu'à la suppression des municipalités du raïon en 2022, le hameau faisait partie de la municipalité de Iemetsk,.
Zatchatchié, comme tout l'oblast d'Arkhangelsk, est située dans le fuseau horaire MSK (heure de Moscou). Le décalage horaire appliqué par rapport au temps universel coordonné est +03:00.

## Démographie
Recensements (*) ou estimations de la population,,,,:
En 2002, la population était à 94 % composée de Russes.
|      | \| 1859 \| 2002* \| 2010* \| 2012 \| \| ---- \| ----- \| ----- \| ---- \| \| 69 \| 126 \| 108 \| 118 \| |       |      |
| 1859 | 2002*                                                                                                   | 2010* | 2012 |
| 69   | 126 | 108   | 118  |

## Culture locale et patrimoine
Le pogost de Zatchatchié, construit en 1884 puis entre 1904 et 1909, se situe dans le village. Il est classé comme monument d'urbanisme et d'architecture d'importance régionale.

## Transports
La route fédérale M8, qui relie Moscou vers le sud à Arkhangelsk en direction du nord, passe près du hameau
.

## Galerie

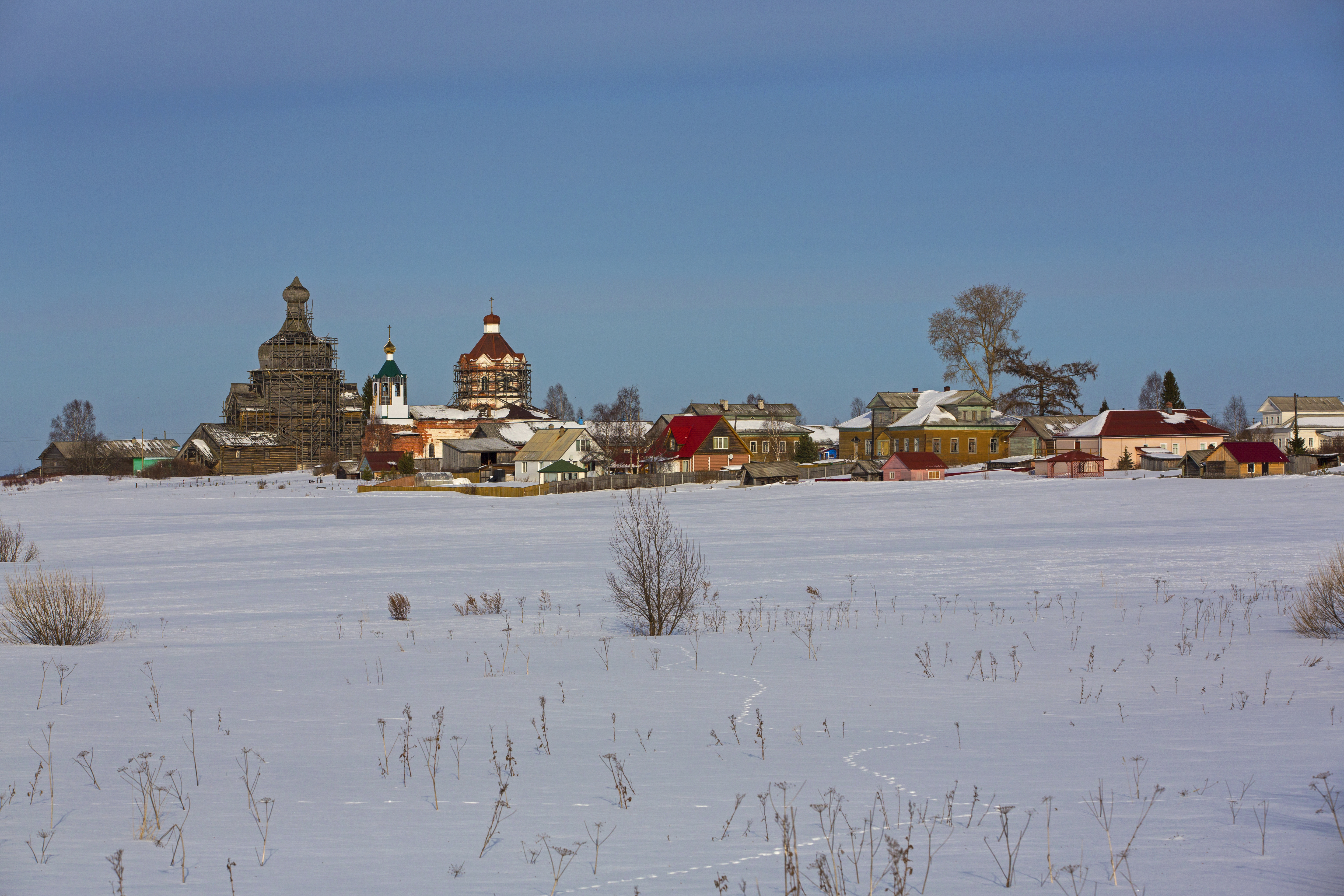
Vue du hameau en hiver 2017.
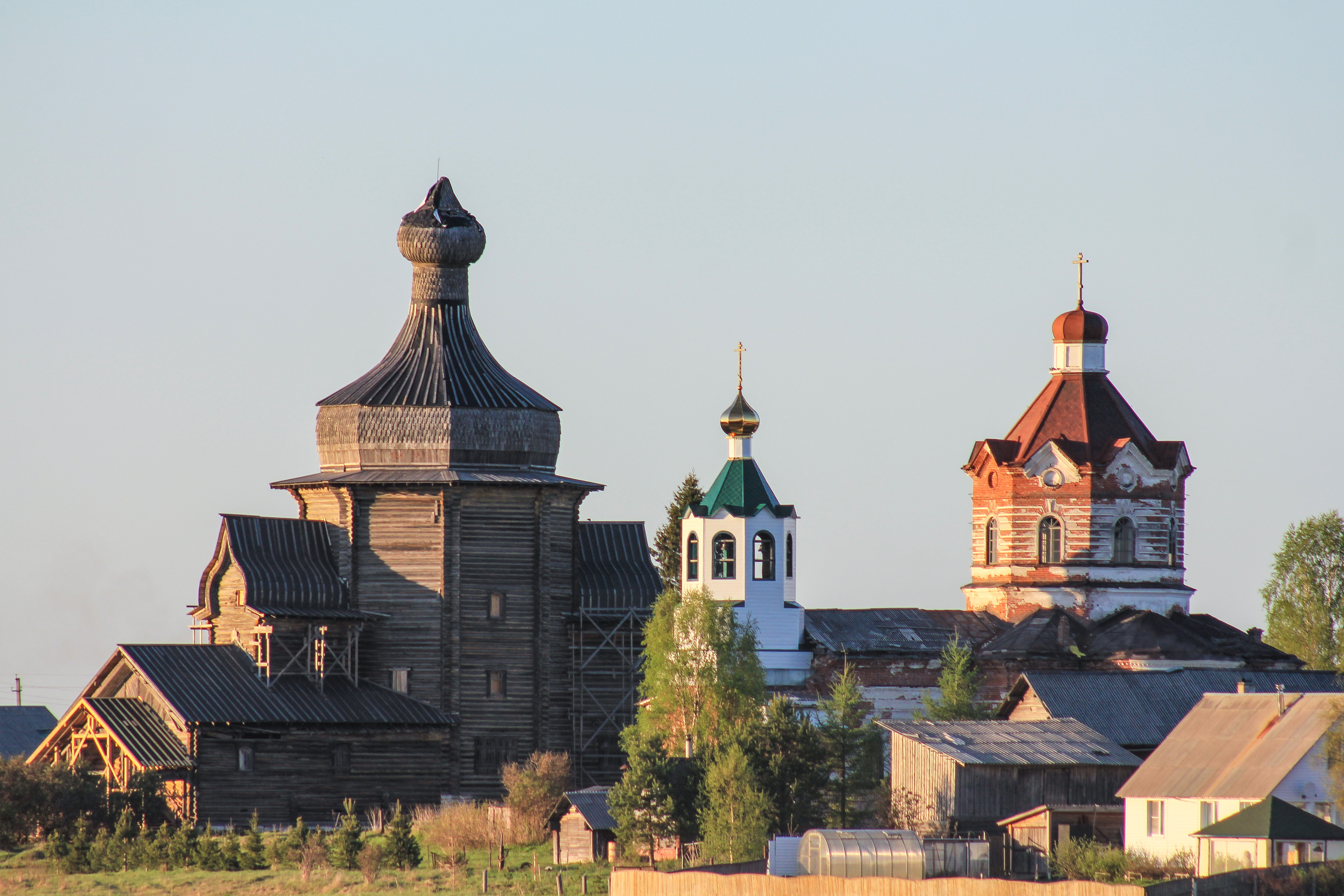
Les églises du pogost.
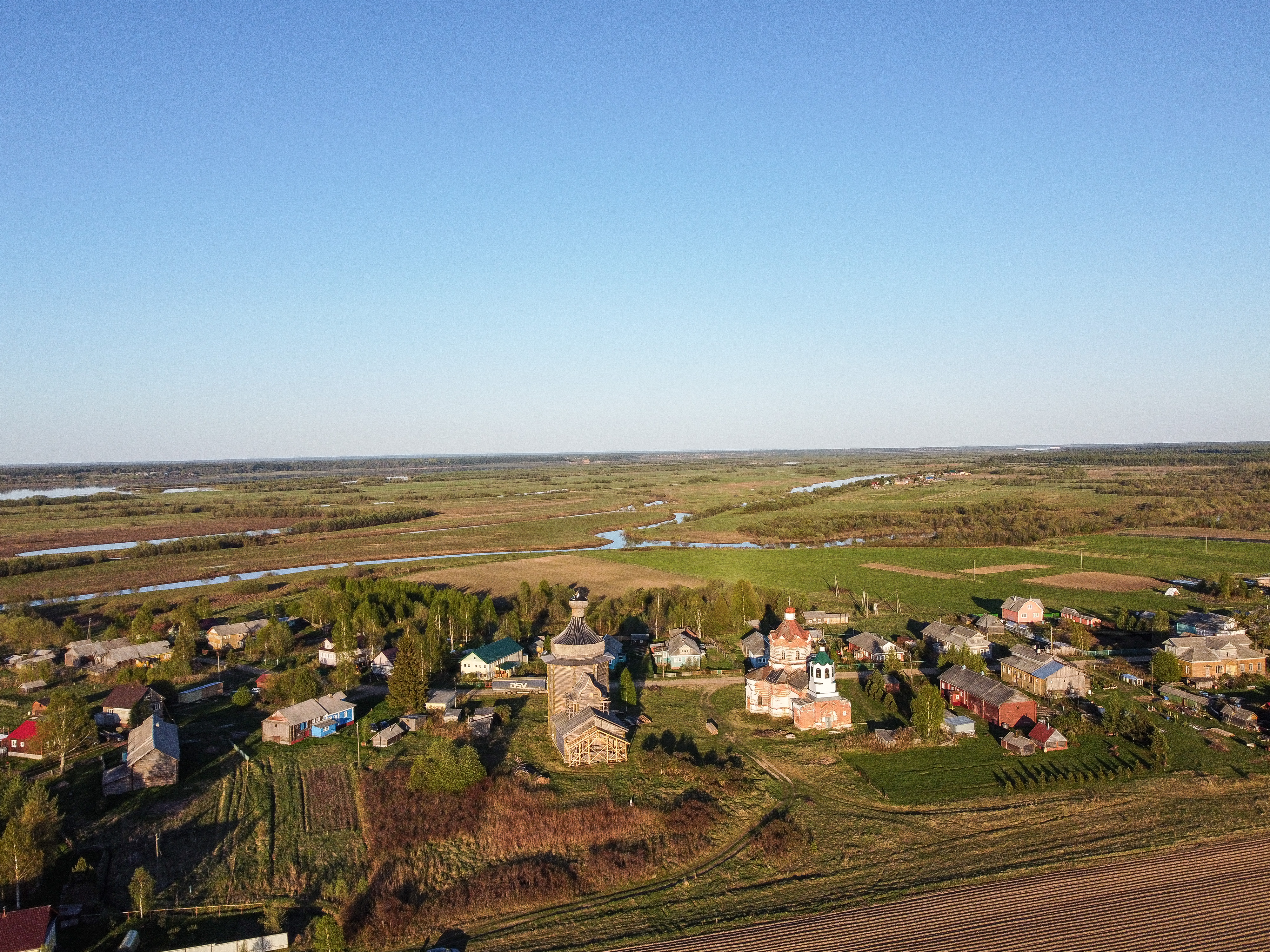
Vue aérienne.
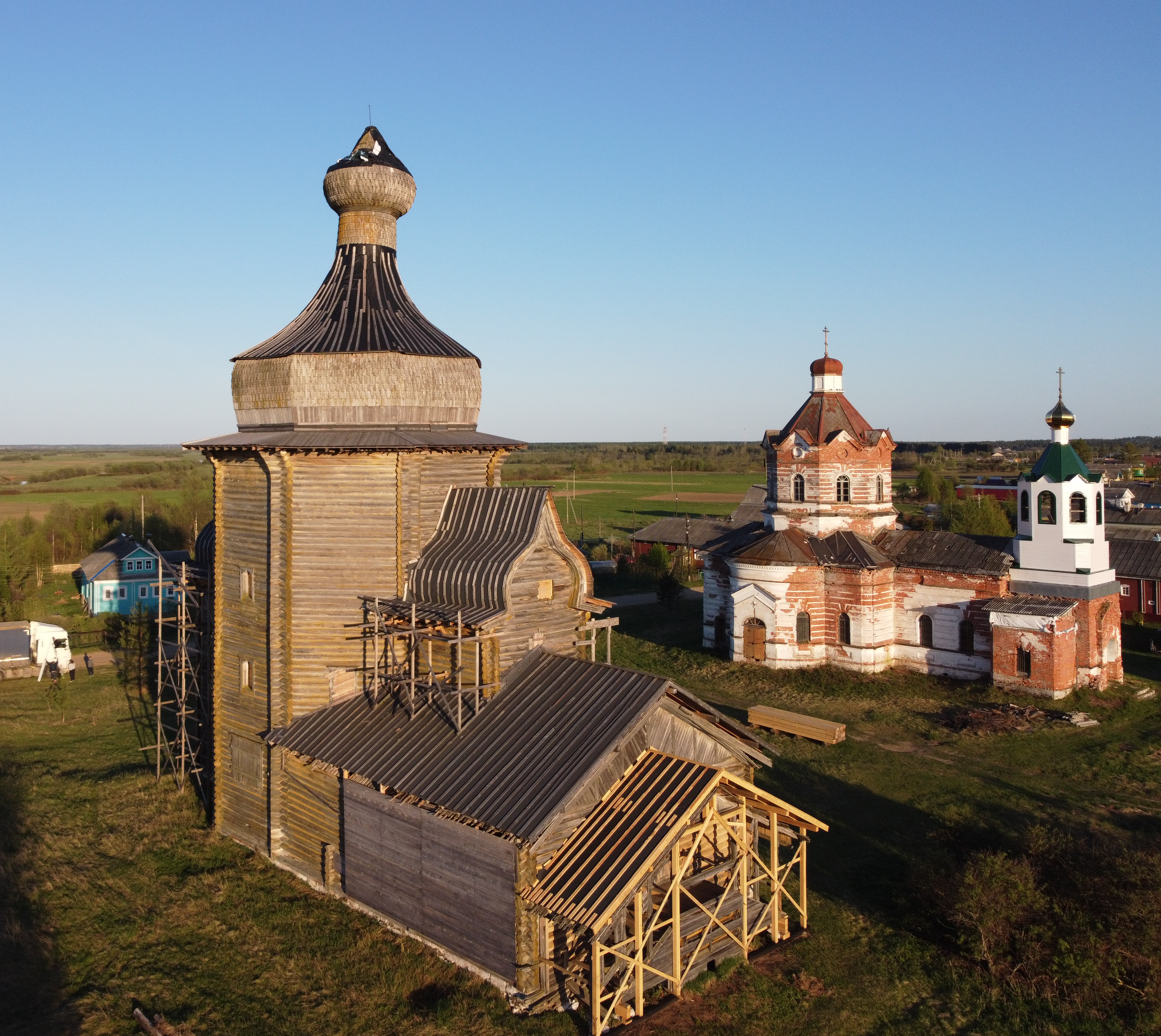
Le pogost.